# Трассирующий снаряд

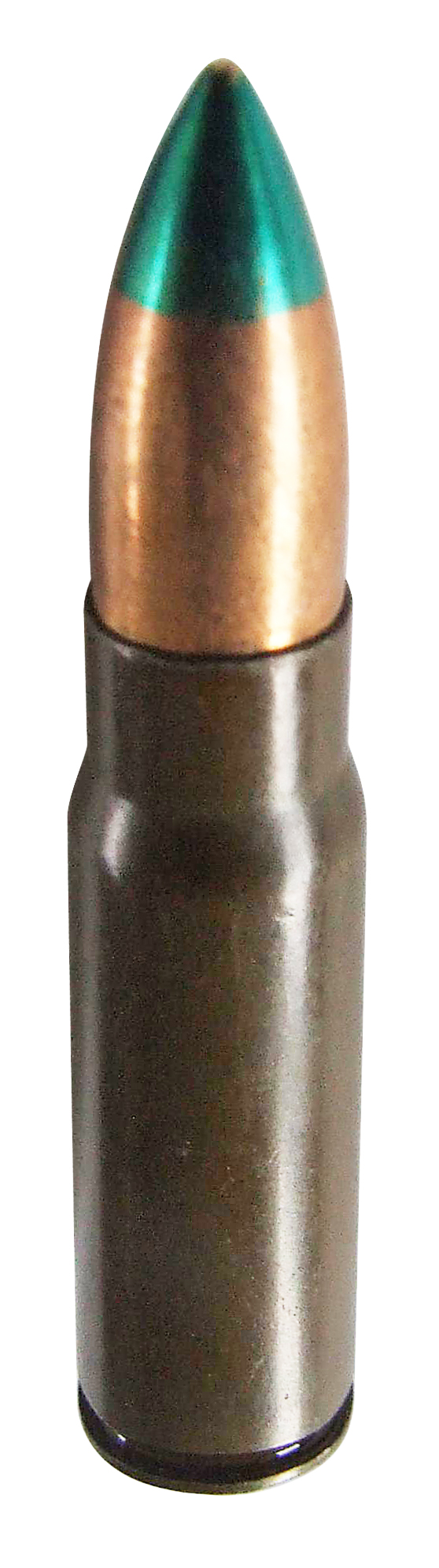
7,62-мм патрон образца 1943 года с трассирующей пулей Т-45 (индекс ГРАУ — 57-Т-231П)

Трасси́рующий снаряд, трассирующая пуля, трассёр — боевой припас особой конструкции к огнестрельному оружию, поражающие элементы (пуля) которого начинают светиться в полёте, создавая ясно видимый след (трассу, отсюда и название) для стрелка, предназначенный для корректировки огня и целеуказания.

## История и устройство
Трассирующие пули и снаряды появились до Первой мировой войны. Потребность в них стала особенно острой в связи с оснащением армий автоматическим оружием. Главное предназначение трассёров — оставлять во время полёта дымный или огненный след, давая возможность командованию корректировать стрельбу личного состава в тёмное время суток и при отражении атак с воздуха со стороны дирижаблей и самолётов.
Как правило, в задней части такого боеприпаса по центру располагается трассёр (редко симметрично несколько трассёров) — небольшой стакан, заполненный специальным пиротехническим составом. Трассёр воспламеняется от горения пороховых газов во время выстрела и даёт хорошо различимое яркое свечение. В зависимости от компонентов зажигательной смеси пули или снаряда свечение траектории их полёта может быть следующего цвета: жёлтое, зелёное, малиновое и оранжевое.
Обычно применяются в артиллерийских системах, стреляющих прямой наводкой, а также в боевых припасах к стрелковому оружию. Использование таких пуль и снарядов позволяет стреляющему видеть траекторию полёта пули и снаряда и корректировать свою стрельбу. Стрельба трассирующими боевыми припасами из стрелкового оружия может использоваться для указания цели артиллерии. Трассирующий снаряд обладает зажигательным действием при попадании в легковоспламеняющийся объект (стог сена, бак с пара́ми топлива). Для сохранения массы трассирующие пули обычно имеют бо́льшую длину, чем обычные. Для артиллерийских боеприпасов наличие трассёра является дополнением к основному предназначению снаряда, например, бронебойно-трассирующий снаряд.
Для стрелкового оружия пуля может быть как просто трассирующей, например, трассирующая пуля Т-30 образца 1930 года (7,62 Т, индекс АУ РККА 57-Т-322),) и Т-46 образца 1938 года (вершинка пули на длину 5 мм окрашивалась в зеленый цвет), так и комбинированного действия, например, бронебойно-зажигательно-трассирующая пуля БЗТ-44 патрона 12,7×108 мм для пулемёта ДШК и других систем. Применение комбинированных пуль обусловлено тем что в силу своей конструкции, трассирующим пулям свойствен целый ряд специфических особенностей: меньшая по сравнению с другими пулями кучность стрельбы и низкая пробивная способность. Позже на снабжение принят 7,62-мм патрон образца 1943 года с трассирующей пулей Т-45 (индекс 57-Т-231П).
В СССР, России и некоторых странах СНГ принята маркировка трассирующих боеприпасов к стрелковому оружию — зелёный лак на вершинке пули. В государствах — членах НАТО принята американская система маркировки: непрозрачная красная либо оранжевая краска на вершинке пули.

## Галерея

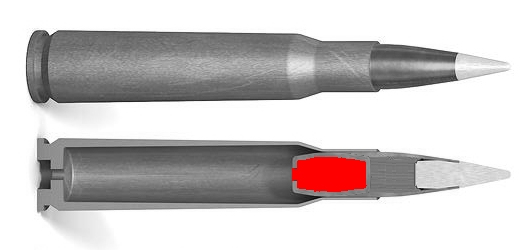
Трассирующая пулемётная пуля. Красным отмечен заряд пиротехнического вещества в задней части пули.
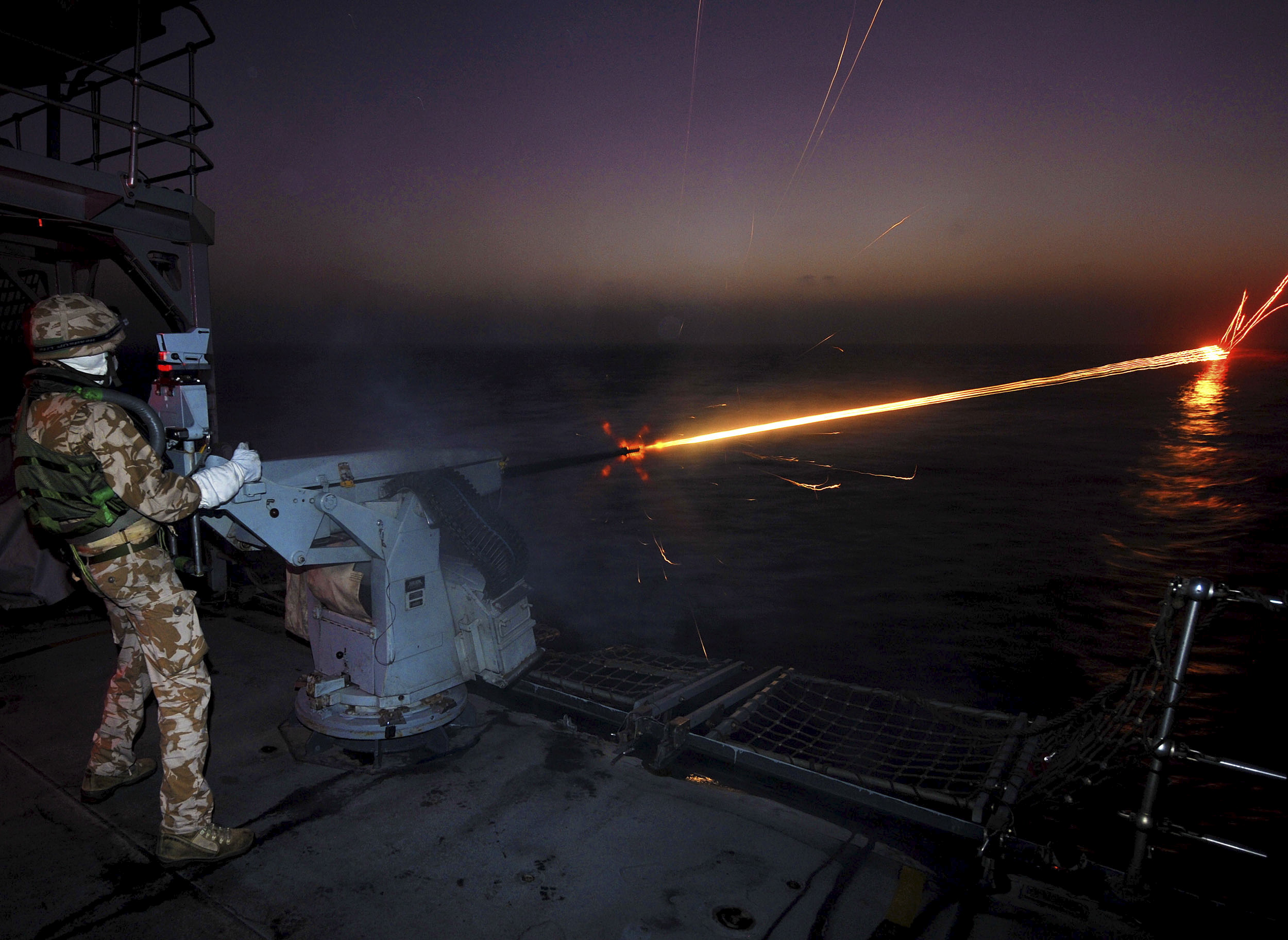
Стрельба трассирующими боеприпасами ночью.
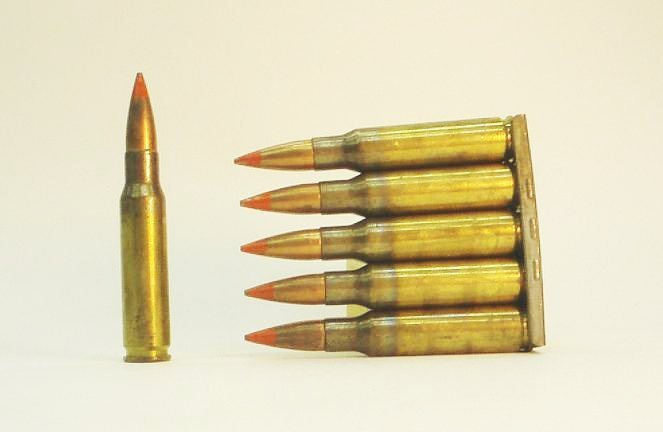
Трассирующие патроны 7.62×51 mm НАТО.
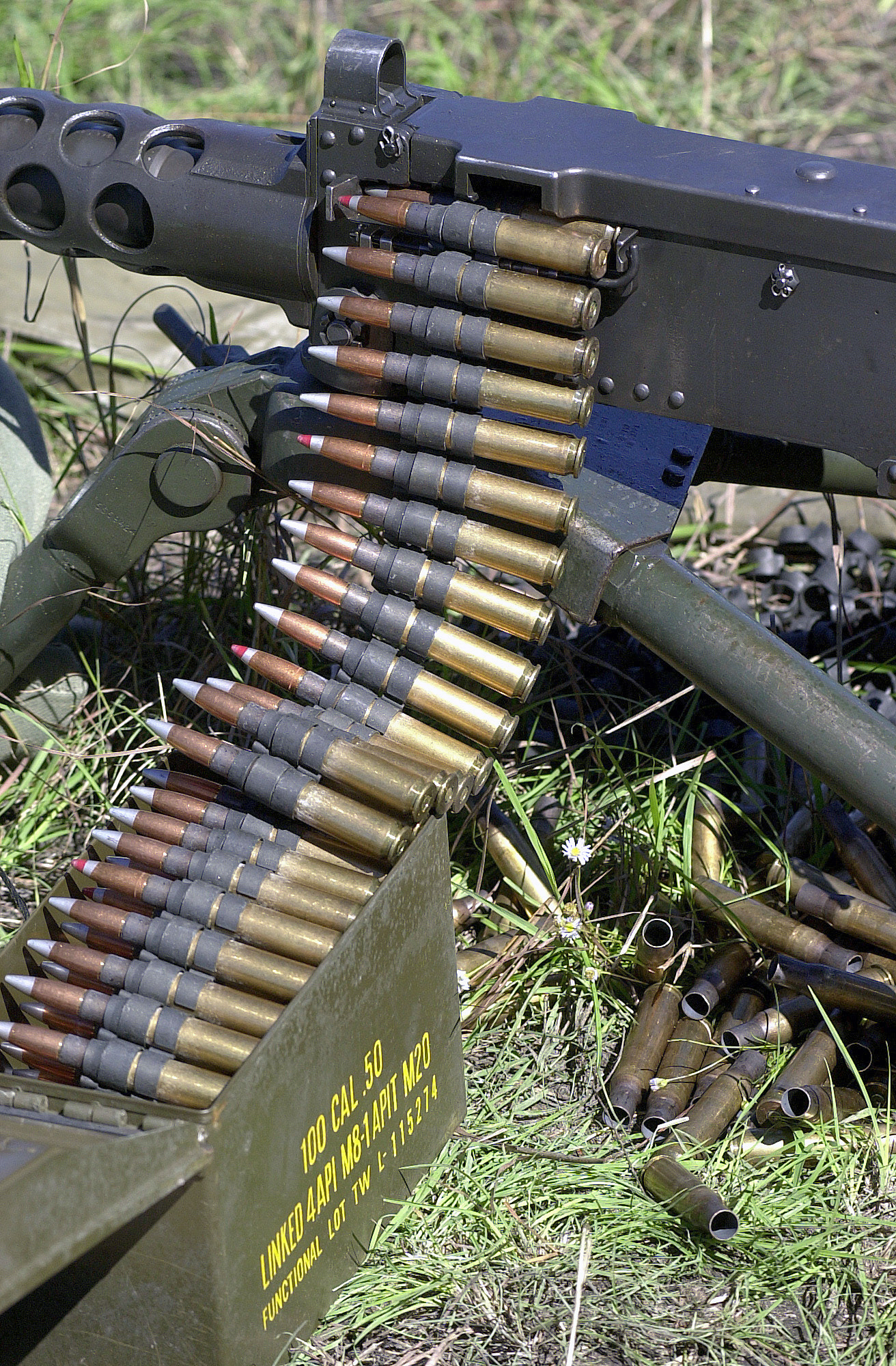
Красные вершинки пуль обозначают бронебойно-зажигательно-трассирующие патроны М20 калибра .50 Браунинг, идущие вперемежку с бронебойно-зажигательными патронами М8. Серебристо-алюминиевый цвет в маркировке обеих пуль указывает на бронебойно-зажигательное действие.